# روپیا باندا
روپیا باندا (انگلیسی: Rupiah Bwezani Banda؛ زادهٔ ۱۳ فوریهٔ ۱۹۳۷ – درگذشتهٔ ۱۱ مارس ۲۰۲۲) یک سیاست‌مدار اهل زامبیا بود که بین سال‌های ۲۰۰۸ تا ۲۰۱۱ میلادی چهارمین رئیس‌جمهور این کشور بود.